# Jésus

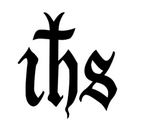
A jésus méretű papírokon hagyományosan található IHS vízjel

A jésus az AFNOR francia szabványügyi egyesület által definiált papírméret. A jésus-nek több, különböző méretű variánsa is van:
- Jésus ordinaire: 720mm×550mm
- Petit-jésus: 680mm×520mm
- Grand-jésus: 760mm×560mm
- Double-jésus: 1120mm×760mm

Hagyományosan a jésus méretű papírokon „IHS” vízjel van.